# Munk Péter
Munk Péter, vagy nemzetközileg ismert nevén Peter Munk (Budapest, 1927. november 8. – Toronto, 2018. március 28.) magyar születésű kanadai üzletember, befektető és filantróp volt, Munk Adolf hittudós, szépíró dédunokája. 
1944. június 30-án a Kasztner-vonattal elhagyta Magyarországot, majd 1944. augusztus 30-án a bergen-belsen-i táborból családjával együtt Svájcban kapott menedékjogot.
Számos jelentős üzletben volt érdekeltsége, mint a Clairtone bútor- és elektronikai cég, a Trizec Properties ingatlanvállalat és a Barrick Gold, a világ legnagyobb aranybányászati vállalata.
Őróla nevezték el a Torontói Egyetemen a Munk Globális Ügyek Iskoláját és a Torontói Általános Kórház Peter Munk Szívcentrumát.

## Fordítás
- Ez a szócikk részben vagy egészben  a   Peter Munk című angol Wikipédia-szócikk ezen változatának fordításán alapul.  Az eredeti cikk szerkesztőit annak laptörténete sorolja fel. Ez a jelzés csupán a megfogalmazás eredetét és a szerzői jogokat jelzi, nem szolgál a cikkben szereplő információk forrásmegjelöléseként.